# Eordia
Eordia o Eordea (griego: Εορδαία, o raramente Eordaia, latín: Eordaia) es una región histórica de Grecia, que fue región administrativa del antiguo reino de Macedonia
Eordia fue una antigua provincia del norte de Grecia. Formaba parte de Macedonia Occidental y más específicamente estaba localizada en la prefectura de Kozani. Eordia limitaba con la prefectura de Kozani al sur, la prefectura de Kastoriá al noroeste, la prefectura de Flórina al norte, Pella al noreste. Emacia al este. La capital de Eordia era Ptolemaida.
Desde la reforma territorial de 2011 existe en esta área el municipio de Eordia, que agrupa las unidades municipales de Agia Paraskevi, Mouriki, Ptolemaida, Vermio y Vlasti.

## Historia

Mapa de la Antigua Macedonia con la ubicación de Eordea, en la parte occidental del mapa.

En griego arcaico, Eordia proviene de la palabra del pelasgo Eorda, que significa Madre Tierra y es el antiguo nombre dado a esa región a causa de la fertilidad de su suelo. La historia de Eordia se remonta a antes de 3000 a. C. cuando los primeros griegos comenzaron a habitar esta zona. Los restos de las minas de cobre explotadas desde 2700 a. C. hasta 1200 a. C.. indican que los griegos han habitado Eordia durante miles de años. También explotaron minas de hierro. 
Inicialmente gobernada por príncipes locales, fue sometida por los reyes macedonios. Hacia el siglo VII a. C. los macedonios expulsaron a los eordeos, pero el territorio conservó su nombre. En la parte más montañosa quedaron algunas pequeñas ciudades pobladas por eordeos, que permanecieron habitadas hasta la conquista romana. 
Eordea se extendía desde la parte oeste del monte Bermio, hasta el lago Ostrovo, Katranitza, Sarighioli, al norte, y desde las llanuras de Djuma Budja y Karianni al sur, hasta las montañas cercanas a Kozani.
La principal ciudad fue Fisca (latín Physcus). Otras ciudades fueron, Begorra y Galadres.
Ptolemaida (griego Πτολεμαΐδα), la capital, tiene más de 40.000 habitantes. Su nombre se debe a que Ptolomeo, general y diádoco de Alejandro Magno, nació en esta ciudad en el año 337 a. C.

## Los recientes descubrimientos
Paleontólogos y arqueólogos han hecho muchos descubrimientos. En particular, han sido encontrados los fósiles de un mamut prehistórico, un elefante, también prehistórico, y herramientas de la Edad de Piedra. Estos hallazgos se suman a los conocimientos sobre la variedad de especies animales y artefactos humanos en esta región del oeste de Macedonia. 